# Notocypraea comptonii
Notocypraea comptonii is een slakkensoort uit de familie van de Cypraeidae. De wetenschappelijke naam van de soort is voor het eerst geldig gepubliceerd in 1847 door Gray.